# Насос

Условное графическое обозначение нереверсивного нерегулируемого насоса

Насо́с — гидравлическая машина, преобразующая механическую энергию приводного двигателя или мускульную энергию (в ручных насосах) в энергию потока жидкости, служащую для перемещения и создания напора жидкостей всех видов, механической смеси жидкости с твёрдыми и коллоидными веществами или сжиженных газов. Разность давлений жидкости на выходе из насоса и присоединённом трубопроводе обуславливает её перемещение.

## История
Изобретение насоса относится к глубокой древности. Первый известный поршневой насос для тушения пожара, который изобрёл древнегреческий механик Ктесибий, упоминается ещё в I веке до н. э. в трудах как Герона Александрийского, так и Витрувия. В Средние века насосы использовались в различных гидравлических машинах. Один из первых центробежных насосов со спиральным корпусом и четырёхлопастным рабочим колесом был предложен французским учёным Д. Папеном. До XVIII века насосы использовались гораздо реже, чем водоподъёмные машины (устройства для безнапорного перемещения жидкости), но с появлением паровых машин насосы начали вытеснять водоподъёмные машины. В XIX веке с развитием тепловых и электрических двигателей насосы получили широкое распространение. В 1838 году русский инженер А. А. Саблуков на основе созданного им ранее вентилятора построил центробежный насос и работал над применением его при создании судового двигателя.

## Классификация
Неполная классификация насосов по принципу действия и конструкции выглядит следующим образом:
- центробежные насосы
- импеллерные (ламельные) насосы
- пластинчатые (шиберные) насосы
  - водокольцевой насос
- шестерённые насосы
- аксиально-плунжерные насосы
- радиально-плунжерные насосы
- центробежно-шнековые (дисковые, оседиагональные) насосы
- винтовые (шнековые)
- поршневые
- вихревые
- роторные
- струйные
- синусоидальные
- перистальтические
- мембранные
- абсорбционные
- гидротаранный насос
- магниторазрядные

## Характеристики насоса
Характеристиками насоса являются кривые, выражающие зависимости Н = f1(Q); N = f2(Q); КПД = f3(Q) при постоянном числе оборотов

## Параметры, характеризующие работу насоса

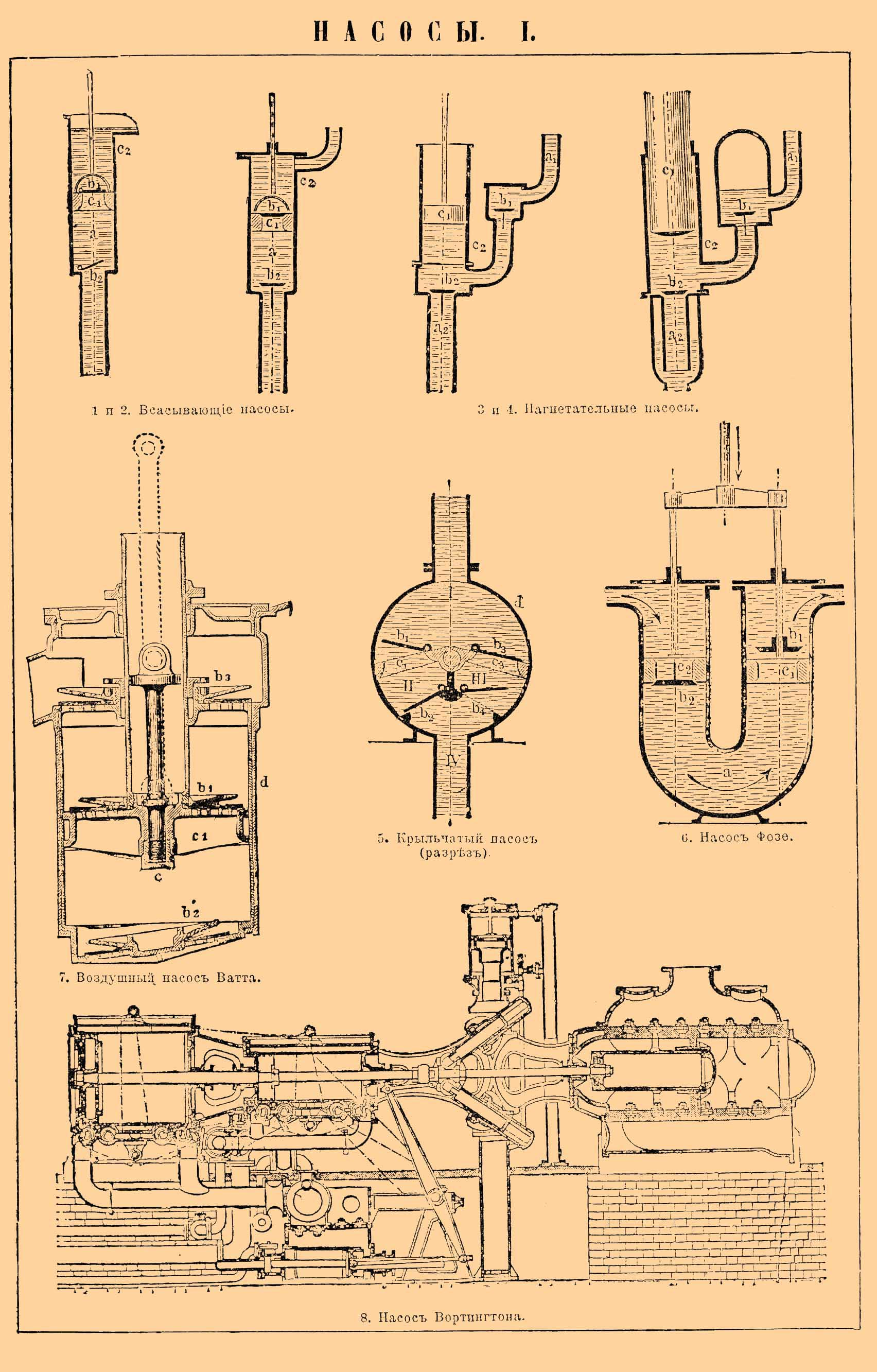
НАСОСЫ I. Фиг. 1 и 2. Всасывающие насосы. Фиг. 3 и 4. Нагнетательные насосы. Фиг. 5. Крыльчатый насос (разрез). Фиг. 6. Насос Фозе. Фиг. 7. Воздушный насос Ватта. Фиг. 8. Насос Вортингтона.
(рисунок из «ЭСБЕ»)

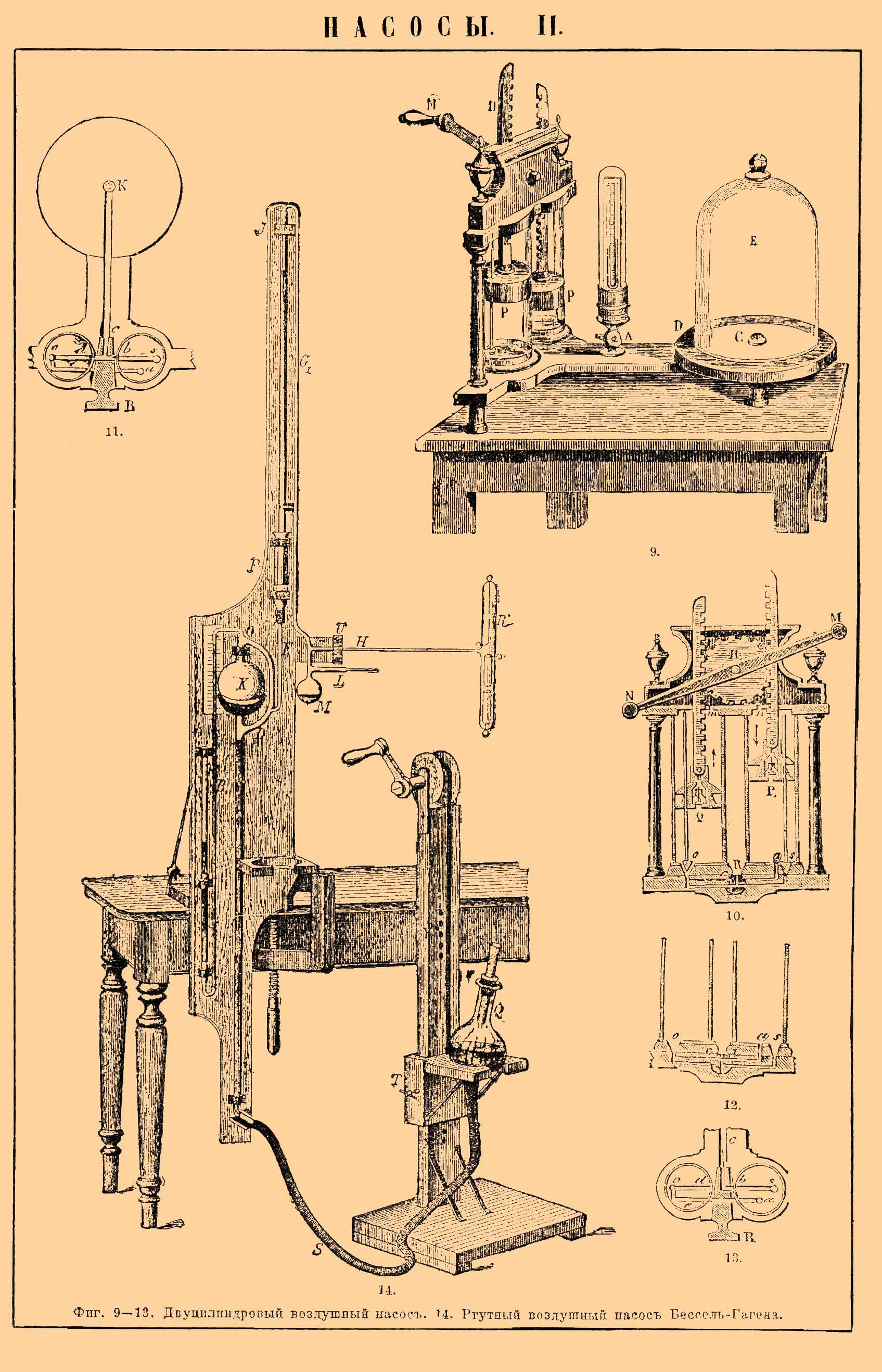
НАСОСЫ II. Фиг. 9—13. Двухцилиндровый воздушный насос. Фиг. 14. Ртутный воздушный насос Бессель-Гагена. Фиг. 15. Ртутный воздушный насос Кальбаума.
(рисунок из «ЭСБЕ»)

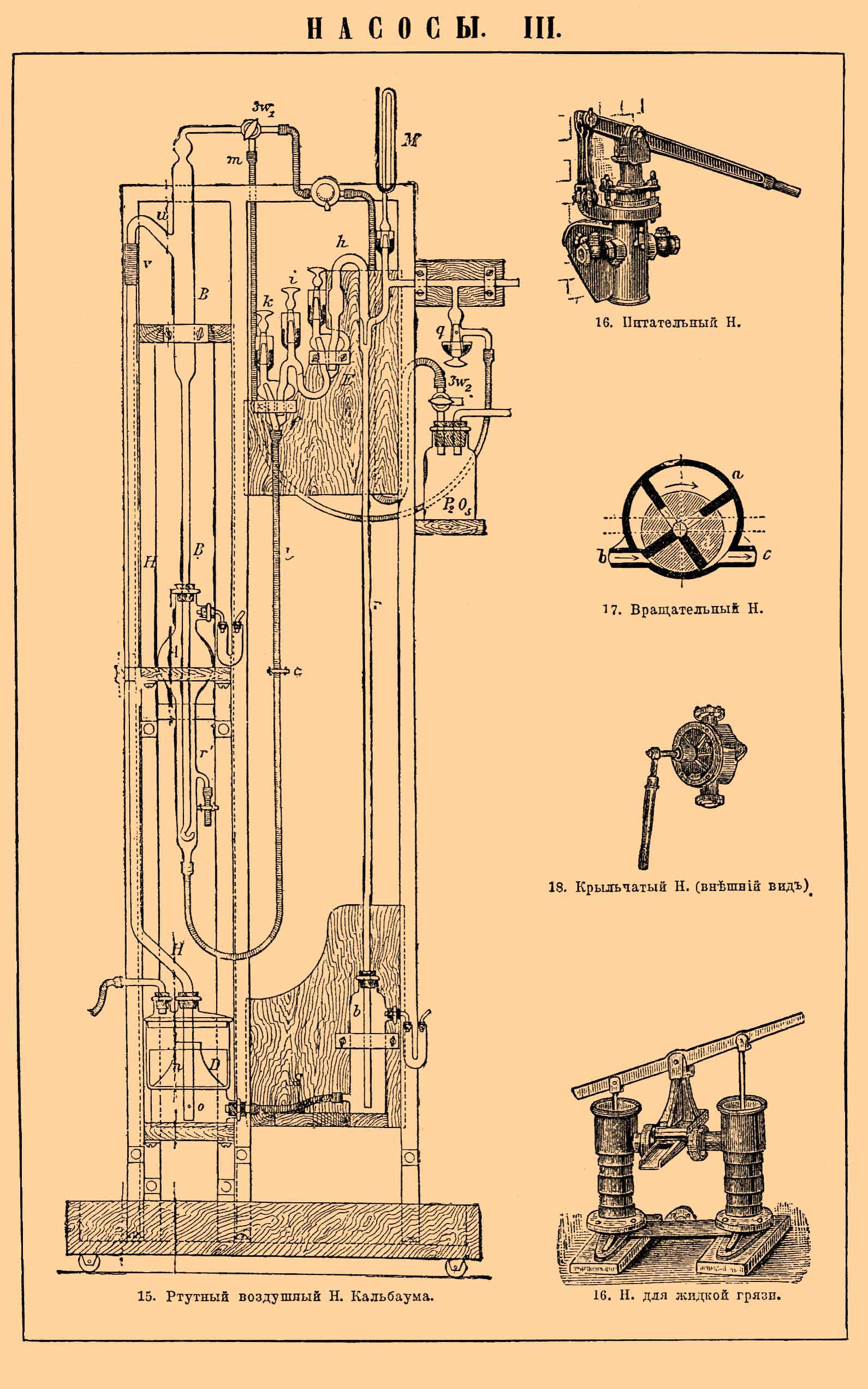
НАСОСЫ III. Фиг. 16. Питательный насос. Фиг. 17. Вращательный насос. Фиг. 18. Крыльчатый насос (внешний вид). Фиг. 19. Насос для жидкой грязи.
(рисунок из «ЭСБЕ»)

Патрубок (точка в гидравлической системе, в которой установлен насос), из которого насос забирает жидкость, называется всасывающим, патрубок, в который нагнетает, — напорным. Патрубки могут находиться на разной высоте, при этом часть энергии насос тратит на преодоление разницы гидростатических давлений между высотой напора z1 и высотой всасывания z0 (это может быть и отрицательная величина).
Напор насоса {\displaystyle H} — приращение механической энергии единицы массы жидкости между его выходом и входом. Обычно мерой энергии служит высота столба перекачиваемой жидкости (имеющей удельный вес {\displaystyle \gamma } при ускорении свободного падения {\displaystyle g}, здесь в формуле именно удельный вес, а не плотность жидкости): для {\displaystyle i}-го элемента жидкости с давлением {\displaystyle p} и скоростью жидкости {\displaystyle v_{i}}:
{\displaystyle E_{i}={\frac {p_{i}}{\gamma }}+z_{i}+{\frac {v_{i}^{2}}{2g}}{\mbox{,}}}
соответственно, напор насоса:
{\displaystyle H=E_{1}-E_{0}={\frac {p_{1}-p_{0}}{\gamma }}+(z_{1}-z_{0})+{\frac {v_{1}^{2}-v_{0}^{2}}{2g}}{\mbox{.}}}
Подача — количество жидкости, подаваемое насосом за единицу времени. Может рассматриваться массовая подача {\displaystyle G} или объёмная подача {\displaystyle Q}:
{\displaystyle G=\gamma Q}.
Мощность {\displaystyle N} — потребление насосом энергии за единицу времени. Полезная мощность {\displaystyle N_{h}} — это приращение энергии всего потока жидкости в насосе: {\displaystyle \textstyle N_{h}=GH=\gamma QH}. Внутренняя мощность насоса {\displaystyle N_{i}} — его полная мощность за исключением потерь на трение механических частей насоса, то есть мощность, сообщаемая жидкости в виде тепловой и механической энергии.
Соотношение полезной и подведённой мощности — это коэффициент полезного действия насоса:
{\displaystyle \eta ={\frac {N_{h}}{N}}}.
При этом следует учитывать размерности величин: если, например, напор выражен в метрах, а подача в килограммах в секунду, то мощность в киловаттах вычисляется по формуле:
N[кВт] = G[кг]H[м]102η[безразм.].
Потери в насосе могут быть гидравлическими (затраты на преодоление гидравлических сопротивлений внутри насоса), объёмными (сокращение подачи насоса по сравнению с подачей рабочего органа) и механическими (трение деталей насоса о жидкость — внутренние механические потери, трение их друг об друга в подшипниках и т. д. — внешние). Учитываются, соответственно, гидравлическим КПД ηг, объёмным ηоб и механическим, разделяющимся на внутренний и внешний, ηм=ηмiηмe. η=ηгηобηм; Ni = Nηмe.
Минимальный избыточный напор всасывания {\displaystyle H_{0u~min}} над давлением парообразования жидкости {\displaystyle p_{s}} — запас механической энергии жидкости на входе в насос, необходимый для того, чтобы в насосе не возникла кавитация. Избыточный напор всасывания определяется как:
{\displaystyle H_{0u}={\frac {p_{0a}-p_{s}}{\gamma }}+{\frac {v_{0}^{2}}{2g}}{\mbox{,}}}
где {\displaystyle p_{0a}} — давление на входе в насос, отнесённое к уровню оси насоса. На практике величину необходимого кавитационного запаса насоса принимают с некоторым коэффициентом запаса {\displaystyle \phi } = 1,2…1,4. Допустимая высота всасывания определяется с учётом давления на поверхности жидкости в резервуаре, откуда она забирается, {\displaystyle p_{b}} и сопротивления (в линейных единицах) всасывающих трубопроводов {\displaystyle h_{c}} как:
{\displaystyle [H_{0u}]={\frac {p_{b}-p_{s}}{\gamma }}-\varphi H_{0u\mathrm {min} }-h_{c}''p_{b}}
Для открытых сосудов {\displaystyle p_{b}} — это атмосферное давление, для закрытых сосудов с кипящей жидкостью {\displaystyle \textstyle p_{b}=p_{s}{\mbox{,}}}.

## Классификация насосов по принципу действия
По характеру сил преобладающих в насосе: объёмные, в которых преобладают силы давления, и динамические, в которых преобладают силы инерции.
По характеру соединения рабочей камеры со входом и выходом из насоса: периодическое соединение (объёмные насосы) и постоянное соединение входа и выхода (динамические насосы).
Объёмные насосы используются для перекачки вязких жидкостей. В этих насосах одно преобразование энергии — энергия двигателя непосредственно преобразуется в энергию жидкости (механическая => кинетическая + потенциальная). Это высоконапорные насосы, они чувствительны к загрязнению перекачиваемой жидкости. Рабочий процесс в объёмных насосах неуравновешен (высокая вибрация), поэтому необходимо создавать для них массивные фундаменты. Также для этих насосов характерна неравномерность подачи. Большим плюсом таких насосов можно считать способность к сухому всасыванию (самовсасыванию).
Для динамических насосов характерно двойное преобразование энергии (1 этап: механическая → кинетическая + потенциальная; 2 этап: кинетическая → потенциальная). В динамических насосах можно перекачивать загрязнённые жидкости, они обладают равномерной подачей и уравновешенностью рабочего процесса. В отличие от объёмных насосов, они не способны к самовсасыванию.

### Объёмные насосы
Процесс объёмных насосов основан на попеременном заполнении рабочей камеры жидкостью и вытеснении её из рабочей камеры.
Некоторые виды объёмных насосов:
- Импеллерные насосы — обеспечивают ламинарный поток перекачиваемого продукта на выходе из насоса и могут использоваться в качестве дозаторов. Хорошо работают со средами с твёрдыми неабразивными включениями. Могут быть изготовлены в пищевом, маслобензостойком и кислотощёлочестойком исполнении. Широко распространены на лодочных моторах, и используются для перекачки забортной воды через рубашку охлаждения двигателя.
- Шестерëнчатые насосы - обеспечивают достаточно равномерный поток, могут создавать большое давление (до 30 МПа), чаще всего применяются для перекачивания вязких жидкостей, таких как минеральные масла. Могут использоваться для дозирования. Очень распространены в системах смазки двигателей внутреннего сгорания, паровых турбин, компрессоров, для нагнетания масла в гидромуфты, в системах гидравлического привода.
- Пластинчатые насосы — обеспечивают равномерное и спокойное всасывание перекачиваемого продукта на выходе из насоса, могут использоваться для дозирования. Могут быть как регулируемыми, так и нерегулируемыми. В пластинчатых регулируемых насосах изменение подачи осуществляется за счёт изменения объёма рабочей камеры благодаря изменению эксцентриситета ротора и статора. В качестве регулирующего устройства применяются гидравлические и механические регуляторы.
- Винтовые насосы — обеспечивают ровный поток перекачиваемого продукта на выходе из насоса, могут использоваться для дозирования
- Поршневые насосы могут создавать весьма высокое давление, плохо работают с абразивными жидкостями, могут использоваться для дозирования, возможна регулировка положения верхней мёртвой точки поршня в некоторых типах насосов-дозаторов.
- Перистальтические насосы создают невысокое давление, химически инертны, могут использоваться для дозирования, часто применяются в медицинском и лабораторном оборудовании для дозирования лекарственных препаратов и химических реагентов.
- Мембранные насосы — создают невысокое давление, могут использоваться для дозирования. Бывают механическими (кривошипно-кулисный механизм), пневматическими и гидравлическими. В большинстве случаев не подходят для перекачивания минеральных масел и бензина.

Общие свойства объёмных насосов:
- Цикличность рабочего процесса и связанные с ней порционность и пульсации подачи и давления. Подача объёмного насоса осуществляется не равномерным потоком, а порциями.
- Герметичность, то есть постоянное отделение напорной гидролинии от всасывающей (лопастные насосы герметичностью не обладают, а являются проточными).
- Самовсасывание, то есть способность объёмных насосов создавать во всасывающей гидролинии вакуум, достаточный для подъёма жидкости вверх во всасывающей гидролинии до уровня расположения насоса (лопастные насосы не являются самовсасывающими).
- Независимость давления, создаваемого в напорной гидролинии, от подачи жидкости насосом

### Динамические насосы
Динамические насосы подразделяются на:
- Лопастные насосы, рабочим органом у которых служит лопастное колесо или мелкозаходный шнек. В них входят:
  - Центробежные, у которых преобразование механической энергии привода в потенциальную энергию потока происходит вследствие центробежных сил, возникающих при взаимодействии лопаток рабочего колеса с жидкостью. Многоступенчатые (секционные) центробежные насосы могут создавать очень большое давление, значительно больше критического давления воды. Центробежные насосы подразделяют на:
    - Центробежно-шнековый насос — вид центробежного насоса с подводом жидкости к рабочему органу выполненному в виде мелкозаходного шнека большого диаметра (дисков), расположенному по центру, с выбросом по касательной вверх или бок от корпуса. Такие насосы способны перекачивать карамелизующиеся и склеивающиеся массы, типа клея
    - Консольный насос — вид центробежного насоса с односторонним подводом жидкости к рабочему колесу, расположенному на конце вала, удалённом от привода.
    - Радиальные насосы, рабочими органами которых служат радиальные рабочие колёса. Тихоходные одноступенчатые и многоступенчатые насосы с высокими значениями напора при низких значениях подач.
    - Секционный центробежный насос - центробежный насос, состоящий из нескольких последовательно работающих секций (ступеней) со своими направляющими аппаратами и рабочими колëсами, посаженными на один вал. Такие насосы предназначены для создания высокого давления (в некоторых случаях более 26 МПа), работают как правило с маловязкими жидкостями (например, водой). Такие насосы широко используются в энергетике в качестве питательных насосов, с помощью которых повышается давление воды и осуществляется её подача в котлы или парогенераторы.
    - Центробежный насос с двухсторонним рабочим колесом - насос низкого или среднего давления с двухсторонним подводом жидкости к рабочему колесу, как правило используется для перекачивания больших объёмов жидкости при низком давлении.

  - Осевые (пропеллерные) насосы, рабочим органом которых служит лопастное колесо пропеллерного типа. Жидкость в этих насосах перемещается вдоль оси вращения колеса. Быстроходные насосы с высоким коэффициентом быстроходности, характеризуются большими значениями подач, но низких значениях напора.
    - Полуосевые (диагональные, турбинные) насосы, рабочим органом которых служит полуосевое (диагональное, турбинное) лопастное колесо.
- Вихревые насосы — отдельный тип лопастных насосов, в которых преобразование механической энергии в потенциальную энергию потока (напор) происходит за счёт вихреобразования в рабочем канале насоса.
- Струйные насосы, в которых перемещение жидкости осуществляется за счёт энергии потока вспомогательной жидкости, пара или газа (нет подвижных частей, но низкий КПД).
- Тараны (гидротараны), использующие явление гидравлического удара для нагнетания жидкости (минимум подвижных частей, почти нет трущихся поверхностей, простота конструкции, способность развивать высокое давление на выходе, низкие КПД и производительность)

### Вихревые насосы
Вихревые насосы — динамические насосы, жидкость в которых перемещается по периферии рабочего колеса в тангенциальном направлении. Преобразование механической энергии привода в потенциальную энергию потока (напор) происходит за счёт множественных вихрей, возбуждаемых лопастным колесом в рабочем канале насоса. КПД реальных насосов обычно не превышает 30 %.
Применение вихревого насоса оправдано при значении коэффициента быстроходности {\displaystyle n_{s}<40}. Вихревые насосы в многоступенчатом исполнении значительно расширяют диапазон рабочих давлений при малых подачах, снижая коэффициент быстроходности до значений, характерных для насосов объёмного типа.
Вихревые насосы сочетают преимущества насосов объёмного типа (высокие давления при малых подачах) и динамических насосов (линейная зависимость напора насоса от подачи, равномерность потока).
Вихревые насосы используются для перекачки чистых и маловязких жидкостей, сжиженных газов, в качестве дренажных насосов для перекачки горячего конденсата.
Вихревые насосы обладают низкими кавитационными качествами. Кавитационный коэффициент быстроходности[неизвестный термин] вихревых насосов {\displaystyle C=100..110}.

### Подобие лопастных насосов
Методы теории подобия и анализа размерностей позволяют на научном основании обобщать экспериментальные данные о показателях насосов. Движение жидкости в насосе некоторых геометрических пропорций определяется в упрощённой модели: диаметром колеса D, м; расходом Q, м³/с; частотой оборотов n, с−1; плотностью жидкости ρ, кгс·с2/м4; вязкостью μ, кгс·с/м². Зависимыми параметрами являются момент на валу насоса M, кгс·м, и напор H, м. Система сводится к зависимости безразмерных комплексов {\displaystyle \textstyle {\bar {M}}=f(Re,St)}:
- {\displaystyle {\bar {M}}={M \over \rho n^{2}D^{5}}} — безразмерный момент,
- {\displaystyle Re={\rho Q \over \mu D}} — аналог числа Рейнольдса,
- {\displaystyle St={nD^{3} \over Q}} — аналог числа Струхаля.

Внутренняя мощность пропорциональна моменту на валу, умноженному на число оборотов:
{\displaystyle N_{i}=\rho n^{3}D^{5}f'(Re,St)};
напор отнесём к скоростному напору: {\displaystyle \textstyle {H \over v^{2}/2g}\sim {H \over D^{2}n^{2}/g}} (напор в первом приближении пропорционален окружной скорости на периферии колеса),
{\displaystyle H={D^{2}n^{2} \over g}f''(Re,St)}.
Тогда для двух геометрически подобных насосов с масштабным соотношением D1/D2 = λ при верном равенстве {\displaystyle St_{1}=St_{2}} (то есть{\displaystyle \textstyle Q_{1}/Q_{2}=\lambda ^{3}n_{1}/n_{2}}) верны и уравнения подобия для насосов:
{\displaystyle {\frac {N_{i1}}{N_{i2}}}=\lambda ^{5}\left({n_{1} \over n_{2}}\right)^{3}{\frac {\rho _{1}}{\rho _{2}}}},
{\displaystyle {\frac {H_{1}}{H_{2}}}=\lambda ^{2}\left({n_{1} \over n_{2}}\right)^{2}}.
Данные уравнения верны с точностью до масштабного эффекта, вызванного изменением критерия Re и относительной шероховатости поверхности. Уточнённая форма включает изменение соответствующих КПД при изменении Re и D:
{\displaystyle {\frac {Q_{1}}{Q_{2}}}=\lambda ^{3}{n_{1} \over n_{2}}{\eta _{\mbox{o6 1}} \over \eta _{\mbox{o6 2}}}},
{\displaystyle {\frac {N_{1}}{N_{2}}}=\lambda ^{5}\left({n_{1} \over n_{2}}\right)^{3}{\frac {\rho _{1}}{\rho _{2}}}{\eta _{\mathrm {M} e1} \over \eta _{\mathrm {M} e2}}},
{\displaystyle {\frac {H_{1}}{H_{2}}}=\lambda ^{2}\left({n_{1} \over n_{2}}\right)^{2}{\eta _{\Gamma 1} \over \eta _{\Gamma 2}}}.
Следствием из уравнений подобия является соотношение частот подобных насосов (при равных КПД)
{\displaystyle {\frac {n_{1}}{n_{2}}}={\frac {\sqrt {\frac {Q_{2}}{Q_{1}}}}{\left({\frac {H_{2}}{H_{1}}}\right)^{3/4}}}{\mbox{.}}}

### Характеристики быстроходности лопастных насосов
Удельное число оборотов nr, с−1, характеризует конструктивный тип рабочего колеса насоса; оно определяется как число оборотов эталонного насоса, подобного данному, с подачей 1 м³/с при напоре 1 м:
nr = n√Q[м³/с](H[м])3/4.
Безразмерное удельное число оборотов — более универсальный параметр, не зависящий от размерности применяемых величин:
{\displaystyle {\bar {n}}_{r}^{=}{\frac {n{\sqrt {Q}}}{(gH)^{3/4}}}{\mbox{.}}}
При метрической системе (n, с−1; Q, м³/с; H, м; g = 9,81 м/с²) n̄r ≈ 0,180 nr[с−1].
Коэффициент быстроходности ns, с−1, — это число оборотов эталонного насоса, подобного данному, с полезной мощностью 75 кгс·м/с при напоре 1 м; при этом принимается, что такой насос работает на воде (γ=1000 кгс/м³) и имеет тот же КПД.
ns = 3,65n√Q[м³/с](H[м])3/4.
Данные величины позволяют сравнивать различные насосы, если пренебречь разницей гидравлических и объёмных КПД. Поскольку повышение числа оборотов позволяет, как правило, снизить размеры и вес насоса и его двигателя, и потому выгодно. Колёса малой быстроходности позволяют создавать большие напоры при малой подаче, колёса большой быстроходности применяются при больших подачах и малых напорах.
| ns, с−1  | D2/D0   | Тип насоса                |
| -------- | ------- | ------------------------- |
| 40÷80    | ~2,5    | Центробежные тихоходные   |
| 80÷140   | ~2      | Центробежные нормальные   |
| 140÷300  | 1,4÷1,8 | Центробежные быстроходные |
| 300÷600  | 1,1÷1,2 | Диагональные или винтовые |
| 600÷1800 | 0,6÷0,8 | Осевые                    |

Кавитационное удельное число оборотов {\displaystyle \textstyle n_{r}^{\mbox{*}}}, с−1, — характеристика конструкции проточной части насоса с точки зрения всасывающей способности; представляет собой число оборотов насоса, подобного данному, с подачей 1 м³/с и H0u min = 10 м:
{\displaystyle \textstyle n_{r}^{\mbox{*}}} = n√Q[м³/с](H0u min[м]/10)3/4.

## Классификация насосов по реализации
- Механические
  - Поршневые
  - Роторные
  - Диафрагменные
  - Пластинчатые
  - Винтовые
  - Рутса
  - Золотниковые
  - Спиральные
  - Турбомолекулярные
- Магниторазрядные
- Струйные
  - Водокольцевые
  - Паромасляные диффузионные
  - Паромасляные бустерные
- Сорбционные
- Криогенные

## Классификация насосов по типу перекачиваемой среды

### Химические насосы
Химические насосы предназначены для перекачки различных агрессивных жидкостей, поэтому основными областями их применения являются химическая и нефтехимическая промышленность (перекачивание кислот, щелочей, нефтепродуктов), лакокрасочная промышленность (краски, лаки, растворители и др.) и пищевая промышленность.
Химические насосы предназначены для перекачки агрессивных жидкостей (кислот, щелочей), органических жидкостей, сжиженных газов и т. п., которые могут быть взрывоопасны, с различной температурой, токсичностью, склонностью к полимеризации и налипанию, содержанием растворённых газов. Характер перекачиваемых жидкостей обуславливает то, что детали химических насосов, соприкасающихся с перекачиваемыми жидкостями изготавливаются из химически стойких полимеров или коррозионностойких сплавов, либо имеют коррозионностойкие покрытия.

### Фекальные насосы
Фекальные насосы используются для перекачки загрязнённых жидкостей и сточных вод. Они рассчитаны на бо́льшую вязкость перекачиваемой среды и содержание в ней взвешенных частиц, в том числе, малых и средних абразивных частиц (песка, гравия). Фекальные насосы могут быть погружными или полупогружными, также их конструкция может снабжаться режущим механизмом для измельчения крупных твёрдых кусков, переносимых потоком жидкости. Современные модели таких насосов иногда имеют поплавок автоматического включения/выключения насоса.
Основная среда применения — на канализационных станциях.